# مدفع هومل
مدفع هومل (بالألمانية: Panzerhaubitze Hummel)‏ مدفع هاوتزر ألماني ذاتي الحركة من عيار 150 ملم منصوب على دبابة خفيفة استخدم خلال الحرب العالمية الثانية في الفترة من نهاية عام 1942 حتى نهاية الحرب، اطلقت القيادة الألمانية على المدفع اسم هومل والذي يعني بالألمانية النحلة الطنانة.